# Музей бронетанкової техніки (Познань)
Музей бронетанкової техніки навчального центру сухопутних військ імені Коронного Гетьмана Стефана Чарнецького (пол. Muzeum Broni Pancernej Centrum Szkolenia Wojsk Lądowych im. Hetmana Polnego Koronnego Stefana Czarnieckiego w Poznaniu) — музей, розташований у місті Познань (Польща) в навчальному центрі польських сухопутних військ. Музей має багату колекцію бойових броньованих машин, який знаходиться всередині одного з ангарів. Деякі експонатами є на відкритому повітрі.

## Експозиція

### Танк
- TKS
- Т-70
- Т-34-76
- Т-34-85
- Т-34-85 «Rudy» — Цей танк використовуються під час битви Познань і знялася у фільмі «Чотири танкісти і пес»
- Sherman Firefly
- ІС-2
- ІС-3
- Т-54
- Т-55А
- ПТ-76
- PT-91
- M48 і M60

### Самохідна артилерійська установка
- StuG IV
- СУ-76
- СУ-100
- ІСУ-122
- ІСУ-152
- АСУ-85
- 2С1
- 2С7
- Jagdpanzer IV

### Бронетранспортер
- БТР-152
- БТР-60
- БРДМ-2
- FUG
- OT-64 SKOT
- TOPAS

### Тягачі
- Sd Kfz 6
- MTS-306
- WPT-34